# Horizon Worlds
Horizon Worlds (anciennement Facebook Horizon) est un jeu vidéo en ligne de réalité virtuelle gratuit avec un système de création de jeu intégré développé et publié par Meta Platforms pour Oculus Rift S et Oculus Quest 2. Il a été publié aux États-Unis et au Canada pour les personnes de 18 ans ou plus le 9 décembre 2021. La version beta fut officiellement fermée en 2020. La plateforme interactive permet à ses utilisateurs de visiter des mondes virtuels, de créer du contenu original, rejoindre des événements et de jouer à des jeux multi-joueurs avec les autres utilisateurs.

## Système d'utilisation
Le métavers peut être exploré avec un casque de réalité virtuelle Oculus Rift S ou Oculus Quest 2 et utilise un mouvement 3D complet via le système de capture de mouvement du casque et deux contrôleurs de mouvement portables, qui sont nécessaires pour interagir avec les objets du jeu. Les joueurs peuvent explorer l'espace qui les entoure dans les limites de leur espace au sol physique, tout en se déplaçant plus loin en utilisant les boutons du contrôleur pour se téléporter sur une courte distance ou pour se déplacer en continu dans l'espace virtuel. Le monde central (également connu sous le nom de "plaza") comprend des portails vers des mondes générés par les utilisateurs, qui sont créés par les joueurs à l'aide d'un système de création de jeu intégré.
Horizon Worlds est une plateforme de type sandbox. L'objectif est de créer des mondes comportant des bâtiments, des œuvres ou des jeux pour les partager aux autres utilisateurs. Il est également possible de visiter les mondes des autres utilisateurs de la plateforme. Horizon Worlds met de l'avant le travail collaboratif pour créer des mondes grâce aux outils proposés sur la plateforme. Un casque et deux manettes permettent l'accession au monde en 3D retrouvant des personnes de partout du globe.
Pour l'instant, la plateforme présente un jeu officiel multijoueur appelé Clash Arena qui fait affronter deux équipes adverses dans une bataille avec des armes. L'équipe ayant fait le plus d'éliminations remporte la victoire.

## Historique

### Développement
Le développement d' Horizon Worlds (anciennement appelé Facebook Horizon) a suivi les premières applications de réalité virtuelle sociale de Facebook (Oculus Rooms, Oculus Venues et Facebook Spaces) et s'est davantage concentré sur le contenu généré par les utilisateurs que ces applications antérieures. Facebook a annoncé Facebook Horizon comme un nouveau monde virtuel social lors de la conférence Oculus Connect 6 en septembre 2019. En août 2020, Facebook a annoncé que davantage d'utilisateurs auront accès à une phase bêta sur invitation uniquement. Dans une interview avec Scott Stein en janvier 2021, le directeur de Facebook Reality Labs, Andrew Bosworth, a admis que les expériences de Facebook Horizon ne sont pas prêtes pour le public et a exprimé sa préoccupation que « [s]i vous n'avez pas… quelque chose qui motive beaucoup de gens à aller vers le concept, alors vous courez le risque qu'ils n'y viennent pas."
En août 2021, Facebook a publié la version bêta ouverte d' Horizon Workrooms, une application de collaboration destinée aux équipes gérant des environnements de travail à distance. L'application propose des salles de réunion virtuelles, des tableaux blancs et une intégration d'appels vidéo pouvant accueillir jusqu'à 50 personnes,.
Le 7 octobre 2021, Facebook a changé le nom de Facebook Horizon en Horizon Worlds. Après une phase bêta sur invitation uniquement, le jeu est sorti aux États-Unis et au Canada pour les personnes de 18 ans ou plus le 9 décembre 2021.

### Lancement et problèmes multiples
Le 26 novembre 2021, moins de deux mois après le lancement, un utilisateur bêta a signalé avoir été « agressé sexuellement » par voie virtuelle sur Horizon Worlds et que d'autres utilisateurs ont encouragé cette conduite, et cet événement inattendu bénéficie immédiatement d'une large couverture médiatique,. Meta a répondu qu'il existe un outil appelé « Safe Zone » que les utilisateurs peuvent lancer pour se protéger des interactions avec les autres. Un deuxième incident signalé s'est produit en décembre 2021 lorsqu'une utilisatrice a affirmé avoir été pratiquement violée par environ 3 à 4 utilisateurs masculins après avoir rejoint la plateforme,. En février 2022, Meta, en réponse aux incidents, a ajouté une « limite personnelle » obligatoire à Horizon Worlds and Venues qui crée une barrière virtuelle invisible autour des avatars empêchant les utilisateurs de s'approcher à moins d'un mètre d'un avatar si elle est activée, ce qui s'appuie sur la fonctionnalité existante. qui fait disparaître les mains des utilisateurs s'ils s'approchent trop près d'un autre avatar. Des annonces ont également été faites pour que les utilisateurs modifient la taille de cette limite à l'avenir. La fonctionnalité de limite est similaire aux fonctionnalités standard des plates-formes concurrentes VRChat et Rec Room, mais avec des options pour désactiver et modifier la taille de la limite déjà existante,,.
En février 2022, moins de 3 mois après son lancement, Horizon Worlds et Horizon Venues annonce recenser plus de 300 000 utilisateurs et 10 000 mondes créées. Meta développe toujours la plateforme et annonce lancer une fonctionnalité pour que les utilisateurs puissent vendre et acheter des objets créés. Ainsi, la plateforme disposerait d'un marché de monétisation pour les créateurs avec des frais de 25% pour la plateforme. Mark Zuckerberg a déclaré qu'une version pour téléphone mobile d' Horizon Worlds serait lancée plus tard en 2022.

### Désaffection
Moins d'un an après le lancement de la plate-forme, l'intérêt du projet est de plus en plus remis en question : pour le professeur de management Julien Jourdan, « Il incombe aux architectes du métavers de démontrer son utilité. La tâche est d’autant plus délicate que l’expérience demeure aujourd’hui inaccessible au plus grand nombre. Il faut aujourd’hui, pour faire ses premiers « pas » dans le métavers, un casque de réalité virtuelle, aussi coûteux qu’encombrant. Un Meta Quest 2, le leader actuel du marché, coûte à ce jour autour de 450 euros ». La pandémie de COVID a mis un coup d'arrêt à une période d'investissement forcenée, et l'effondrement de la bulle spéculative des NFT a refroidi les investisseurs du numérique : les « prix de l’immobilier » chutent rapidement sur tous les projets,. Le vice-président de Meta en charge d’Horizon, Vivek Sharma, démissionne de ses fonctions, et Mark Zuckerberg est la cible de moqueries de la part des internautes, tandis que la fréquentation de la plate-forme demeure bien en deçà des attentes (200 000 visites par mois contre un objectif initial de 500 000 – contre 3,5 milliards de visites des autres applications du groupe) et criblée de bugs parfois grossiers. En réaction, Meta (dont l'action a perdu les trois quarts de sa valeur en deux ans, soit 700 milliards de dollars,) lance une campagne publicitaire sous le slogan très affirmatif « Le métavers est certes virtuel, mais l'impact sera réel » dans le but manifeste de rassurer ses utilisateurs et surtout ses investisseurs, arguant que le développement d'un tel projet nécessite forcément plusieurs années de maturation. Le 17 décembre 2022, le célèbre développeur John Carmack annonce quitter son poste de chef développeur, « frustré de comment les choses s’y passent » sur la réalité virtuelle.
Début 2023, aucun projet de métavers n'est rentable ni viable, et les investisseurs se retirent les uns après les autres de ces projets toujours désespérément déserts et démonétisés. Ed Zitron de Business Insider et Marc Olinga de The Street déclarent ainsi la mort de la mode du Metavers, supplanté par l'intelligence artificielle comme nouvelle tendance du moment en informatique,.
En mars 2023, après un plan de licenciements massif, Mark Zuckerberg prend un virage stratégique pour Meta en annonçant que sa priorité sera désormais l'intelligence artificielle. Il enterre ainsi discrètement ses ambitions de métavers qui ruinaient l'entreprise depuis plusieurs années sans jamais générer recettes ni intérêt. Le Nasdaq salue ce virage et encourage les investisseurs à se détourner de ces projets dont l'effet de mode semble passé avant même qu'ils soient aboutis.

## Réception
Lorsque Horizon Worlds a été annoncé pour la première fois en 2019 sous le nom de Facebook Horizon, Josh Constine, écrivant pour TechCrunch, l'a comparé à d'autres mondes virtuels sociaux tels que Second Life, Les Sims, AltspaceVR, Dreams, Roblox, ainsi qu'à la fiction « OASIS » décrite dans le roman et film Ready Player One, tandis que Sam Machovech écrivant pour Ars Technica a souligné les similitudes avec Rec Room et VRChat. Machovech a noté une différence clé avec d'autres mondes virtuels sociaux dans le plan de Facebook pour permettre aux employés d'accueillir de nouveaux utilisateurs,. Scott Stein, écrivant pour CNET, a convenu que « peut être qu'Horizon est meilleur que tout ce qu'Oculus avait auparavant » ; cependant, il a également observé qu'« il y a beaucoup de questions sur la réalité virtuelle sociale qu'Horizon laisse sans réponse ».
Cette réorientation, qui a coûté plus de 13 milliards de dollars à l'entreprise en quinze mois, est considéré comme extrêmement risqué par les spécialistes du secteur : ainsi, selon l’économiste espagnol Manuel Hidalgo, interrogé par El Pais, « Auparavant quelqu’un créait une technologie, comme le moteur à combustion, et une fois qu’elle était viable, des produits voyaient le jour, comme la voiture. Avec le métavers, la situation est inversée : l’idée est promue et lorsque les commerçants y investissent on la développe ».
David H. Freedman, écrivant pour Newsweek, a tenté de répondre à certaines de ces questions en prédisant que les connaissances de Facebook sur le comportement en ligne des utilisateurs « exploseront à chaque fois que quelqu'un attachera un casque Facebook ». Cette prédiction est soutenue par les projets publics de Facebook d'inclure le suivi du visage et des yeux dans les casques futurs. Freedman a émis l'hypothèse que Facebook pourrait utiliser ces connaissances pour générer des revenus publicitaires avec des publicités qui imprègnent Facebook Horizon et « pourraient apparaître sous forme de panneaux d'affichage, de signalisation, d'écriture dans le ciel, de personnages générés par ordinateur vendant des biens et des services, de logos intégrés dans des objets et des surfaces, et toute autre forme qui peut être entassée dans n'importe quel coin ou recoin de la fausse réalité ».
Kotaku a décrit Horizon Worlds comme « une expérience étrange » et que l'ambiance générale était « moins toxique qu'il avait prévu, considérant comment Facebook était horrible », et l'a également qualifié de « coquille vide de l'entreprise qui a plus en commun avec un bureau qu'un terrain de jeu, qu'avec tout autre type d'espace social dans lequel un être humain voudrait volontiers traîner ». TheGamer a également décrit Horizon Worlds comme « moins qu'une utopie virtuelle, et plutôt un groupe d'expériences défaillantes et incomplètes » et a critiqué le manque actuel de dispositifs de sécurité et la mauvaise gestion de la désinformation et des discours de haine sur la plate-forme et l'a décrit comme une « réalité d'entreprise que seuls les investisseurs et les capital-risqueurs recherchent. Et pour [Mark Zuckerberg] aussi, bien sûr, c'est un autre domaine où il peut s'échapper, jusqu'à ce qu'il trouve encore une nouvelle frontière imaginaire à franchir ».
Un rapport de février 2022 du Washington Post a évoqué les inquiétudes concernant les enfants utilisant Horizon Worlds malgré l'exigence d'âge de 18 ans ou plus, faisant valoir que cela pourrait conduire à l'utilisation de la plate-forme par des prédateurs sexuels pour du « pédo-piégeage », tout en notant également que la plate-forme manque actuellement de contrôle parental et a été critiquée pour une prétendue modération laxiste empêchant les utilisateurs mineurs d'utiliser la plate-forme.

### Base d'utilisateur
En février 2022, Meta a déclaré qu'Horizon Worlds et Horizon Venues avaient une base d'utilisateurs mensuelle totale de 300 000 personnes, que 10 000 mondes distincts avaient été construits dans Horizon Worlds à ce jour et que son groupe Facebook privé pour les créateurs comptait plus de 20 000 membres,.